# Cis simulator
Cis simulator är en skalbaggsart som beskrevs av Perkins 1900. Cis simulator ingår i släktet Cis och familjen trädsvampborrare. Inga underarter finns listade i Catalogue of Life.